# Nuraghe Ardasai

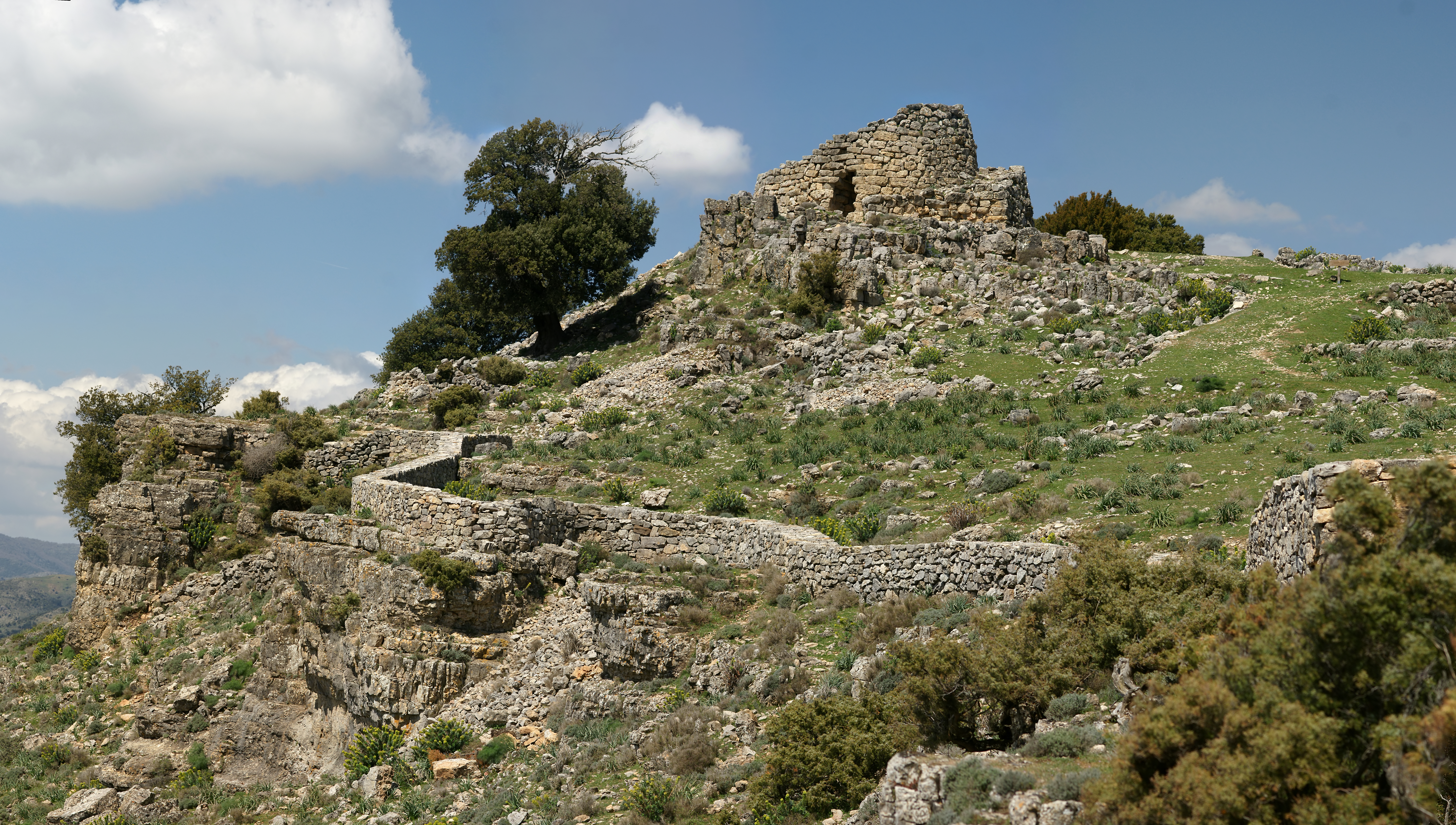
Nuraghe Ardasái

Die Nuraghe Ardasai oder Montarbu (nach einem Forst und Naturpark benannt) ist ein Turmbau der bronzezeitlichen Nuraghenkultur bei Seui in der Provinz Ogliastra auf Sardinien. Bei der auf einem Felsvorsprung gelegenen Nuraghe liegen die Reste eines Hüttendorfes. Nuraghen sind prähistorische Turmbauten der Bonnanaro-Kultur (2200–1600 v. Chr.) und der ihr nachfolgenden Nuraghenkultur (etwa 1600–400 v. Chr.) auf Sardinien.
Die Nuraghe besteht aus dem zentralen Turm, der ursprünglich eine Reihe von Etagen besaß und von Resten der Kurtinen und der sekundären Türme umgeben ist. Sie besteht nur noch aus der unteren Etage, von der aus die Treppe nach oberen aber ebenso durch Erdrutsche blockiert ist wie die sekundären Türme. Derzeit ist die Nuraghenstruktur, die zu einem archäologischen Park gestaltet werden soll, in einem prekären Zustand. Das Hüttendorf und ein kreisförmiger oder ovaler Rundbau, der aus Mauerwerk und natürlichem Fels gebildet wird, erstreckt sich um den Nuraghen. In der Nähe des Dorfes liegt auch eine Heilige Quelle der Nuragher.

Nuraghe Ardasai
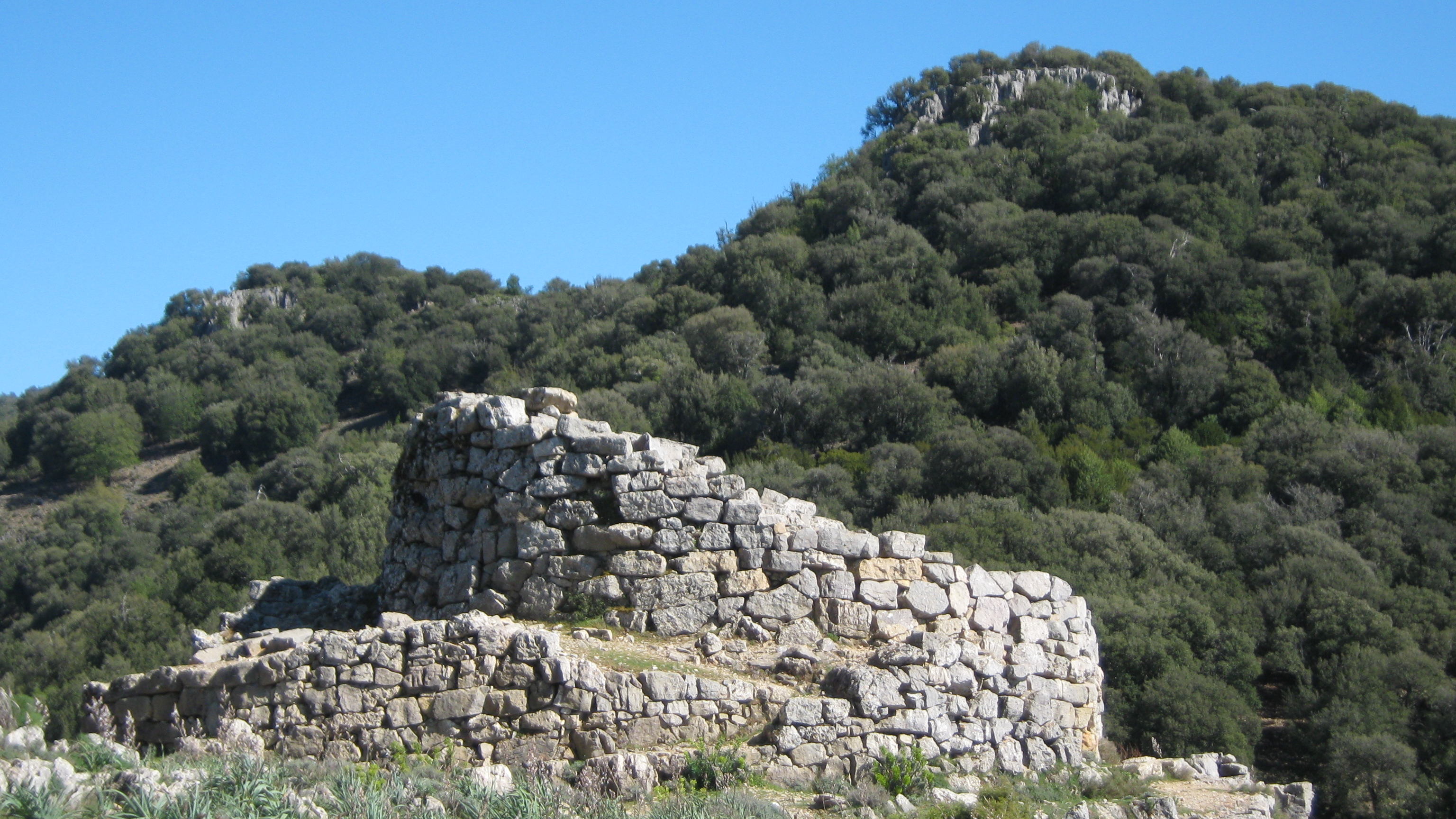
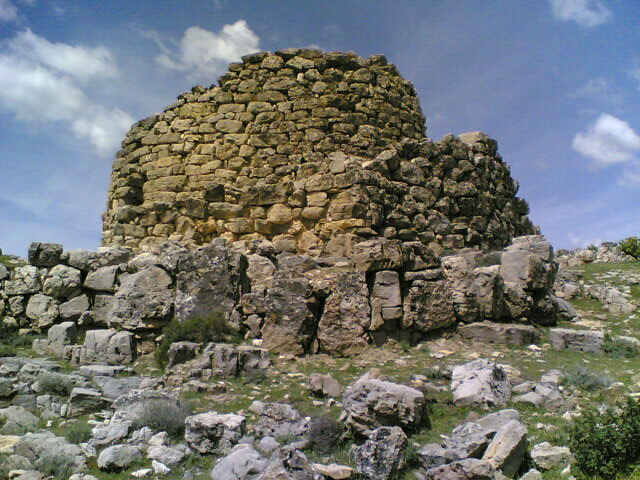
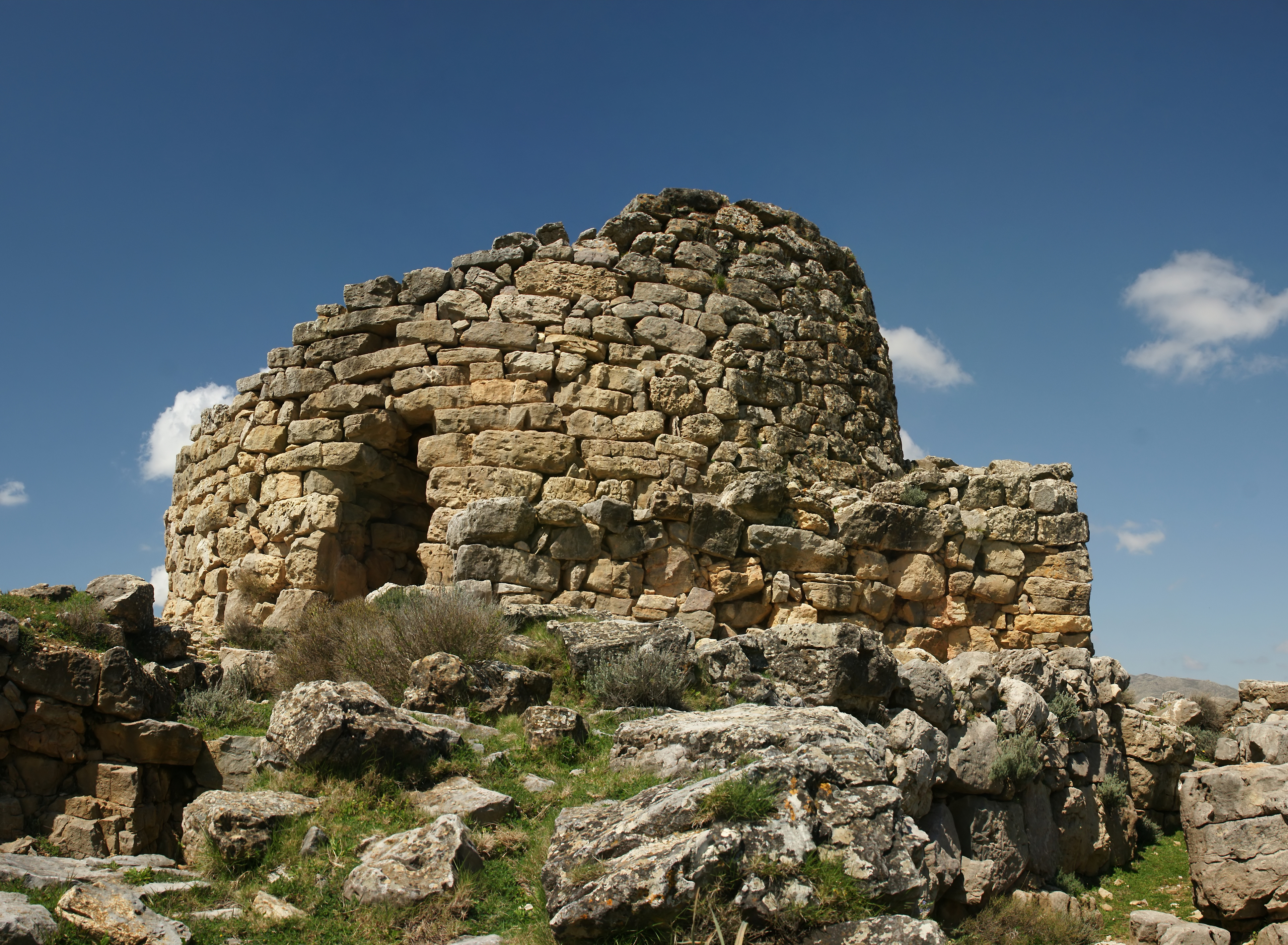
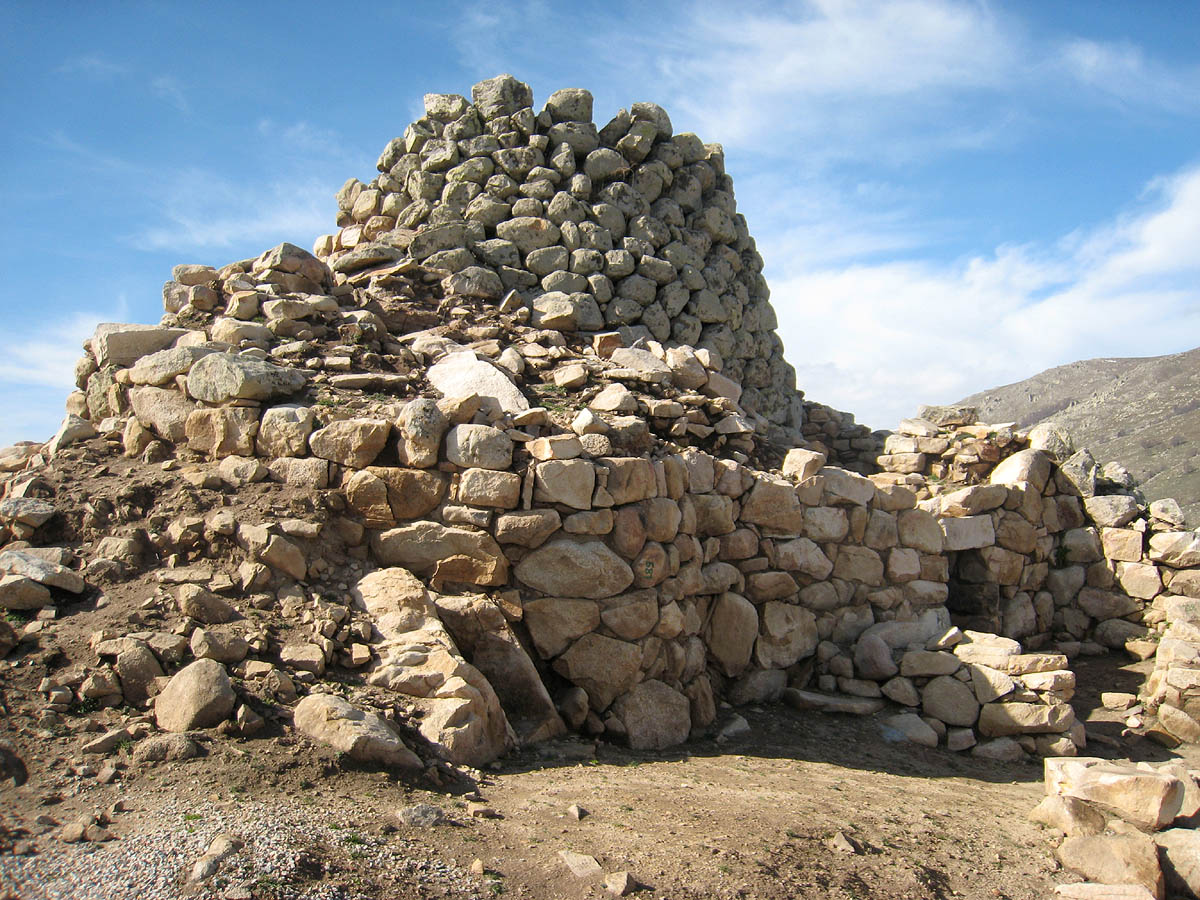